# Budnicza Struga
Budnicza Struga (niem. Grenzwasser) – potok górski znajdujący się w Sudetach Zachodnich, w Karkonoszach, w woj. dolnośląskim.
Krótki, górski potok o długości około 1,2 km, należący do zlewiska Morza Bałtyckiego, lewy dopływ Łomnicy. Źródła potoku położone są na wysokości około 890 m n.p.m., w północno-wschodniej części Śląskiego Grzbietu, w Bierutowicach. Płynie ku wschodowi, przez Bierutowice i na granicy Karpacza uchodzi do Łomnicy.